# Гульвен Леонский
Гульвен (VII век) — святой епископ Леонский. День памяти — 1 июля.
Святой Гульвен был сыном выходцев с Британских островов, высадившихся в 540 году в Плуиде. Его отец, Глаудан (Glaudan), и мать, Гологвенн (Gologuenn), едва высадились на берег в бухте Плоюнеур Тре, также называемой бухтой Гульвена, в Бренгорут (Brengorut), когда Гульвен появился на свет.
Годиан или Госиан, богатый землевладелец из тех краёв, стал крёстным и приёмным отцом ребёнка. Он заботился о его образовании; Гульвена с детства приучали к воздержанию: довольствуясь хлебом и водой, являть свои нежность и преданность. Закончив учёбу, Гульвен вышел на проповедь Евангелия.
В конце концов святой Гульвен ушёл в леса. На берегу моря он построил свой скит и установил три креста для совершения ежедневной молитвы. Впоследствии на этом месте появился приход, носящий его имя: Гульвен. Он вел благочестивую жизнь, прерываемую молитвой, покаянием и работой вместе с учеником по имени Маден.
Относительно этих крестов известно следующее предание. Богатый крестьянин из Плоюнеур Тре по имени Ле Жонкур (Le Joncour), передал Мадену для Гульвена три горстки земли, которую пахал плугом. На обратном пути Маден почувствовал, что земля потяжелела: она превратилась в золото, из которого Гульвен сделал потир, три креста и три красивых колокола. «Справедливый и правдивый символ благ, принесенных в Арморику бретонскими монахами и эмигрантами! Вырубая леса (…), очищая и возделывая почву, они извлекали из них сокровища. (…) Под лемехом их плуга земля стала золотой», — комментирует Артур де ла Бордери.
В 602 году святой Гульвен был единогласно избран епископом Леона, несмотря на то, что отправился в Рим, чтобы избежать избрания. По возвращении он был вынужден покинуть свою пустынь. Будучи в Ренне по причинам, связанным с управлением его епархией, он был избран епископом Ренна. За несколько лет до своей смерти святой Гульвен удалился в Сен-Дидье, в четырёх льё от Ренна. Он построил там небольшую молельню и закончил свою жизнь строгим покаянием, ведя жизнь отшельника. Он умер в 616 году, вероятно, в Сен-Дидье. Он был похоронен в Реннском монастыре Сен-Мелен, его мощи стали собственностью собора Святого Петра в Ренне.

## Почитание
- В Книге Обычаев (Livre des usages), опубликованной в 1415 году, говорится, что в день святого Гульвена (или Гольвена, как его называют в Ренне) его драгоценные мощи были перенесены в после вечерней службы и торжественно выставлены. В 1743 году клир собора, воспользовавшись серебром в количестве 600 фунтов, изготовил новую раку для мощей святого. В 1503 году церковь Гульвена получила реликвию (кость предплечья), а в 1668 году собор Святого Павла Орельенского в Сен-Поль-де-Леон также получил часть мощей святого.
- Коммуна Гульвен носит имя святого. Под его покровительством там находится святой источник.
- Церковь Гульена[фр.] освящена в честь святого. Один из её колоколов считается тем, о котором говорится в предании.
- Церковь и частная школа в Сан-Дидье носят его имя, равно как и приход, святой Гулвен возле Пейньер (Peinière).
- Часовни, посвящённые святому, находятся в Эдерне[фр.], Кореле[4], Ланвеллеке и Анвеке.
- Святого Гульвена почитают в Дириноне[фр.].
- Статуя святого Гульвена находится в часовне Сен-Гюноле в Плугастель-Дауласе.
- У святого Гульвена была сестра Петронилла, которую почитают[5] в часовне святой Петрониллы в Плуданиеле[6].

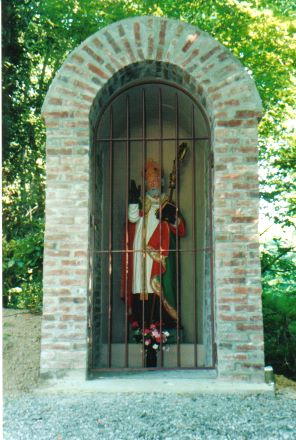
Статуя святого Гульвена на месте его обители в Сан-Дидье (Иль и Вилен)
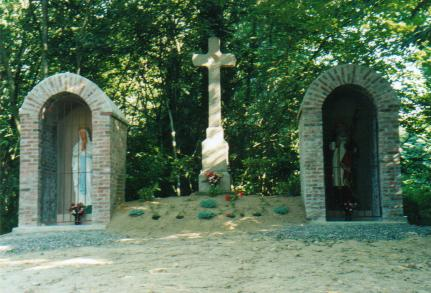
Группа статуй на уровне его обители в Сан-Дидье (Иль и Вилен)
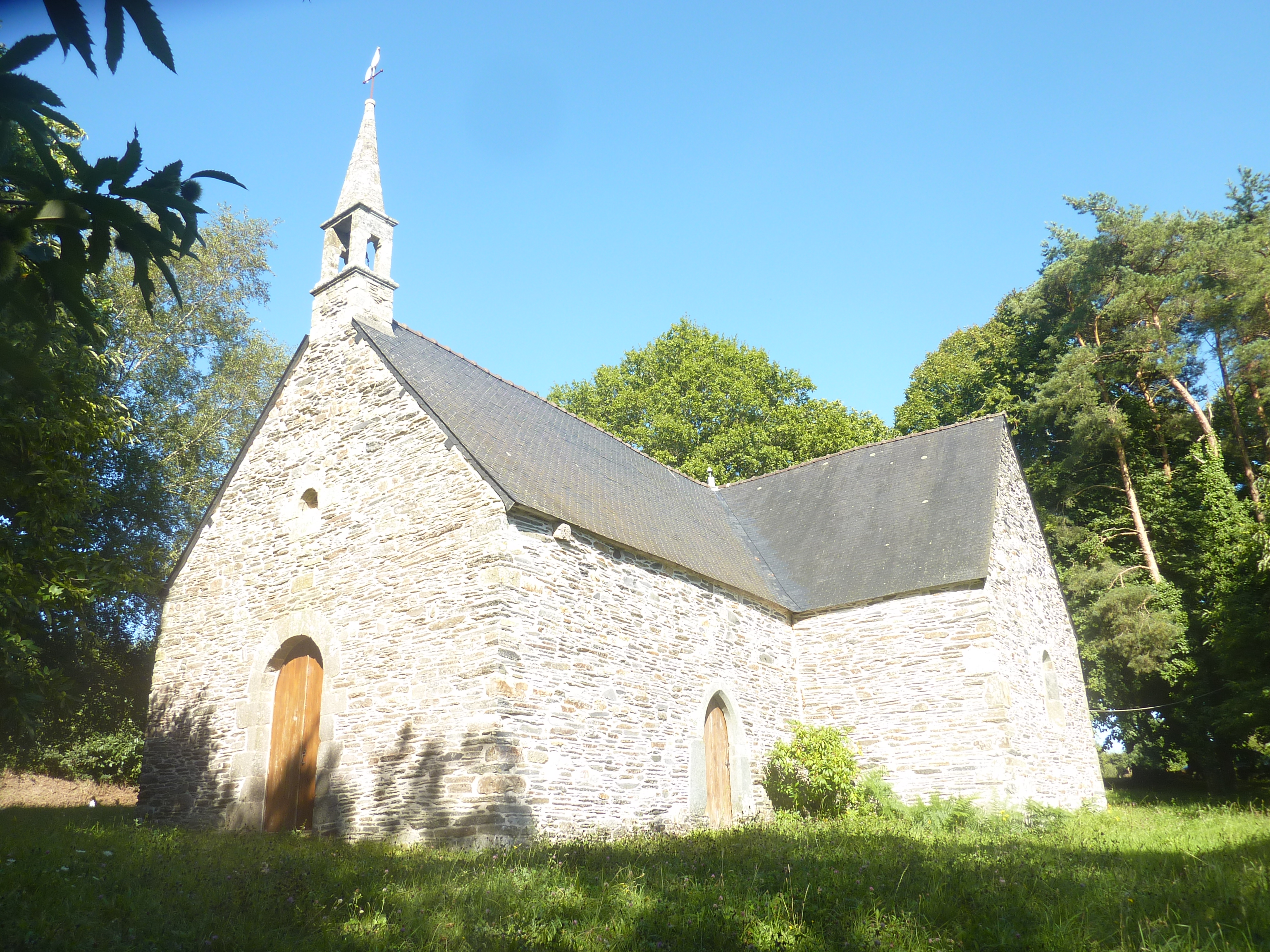
Часовня святого Гульвена в Кореле (Кот-д’Армор)